# Maria Augustyn
Maria Augustyn z domu Musiał (ur. 28 listopada 1910 w Jaćmierzu, zm. 17 maja 1997 w Rzeszowie) – polska nauczycielka, działaczka oświaty i społeczna, posłanka na Sejm PRL III, IV i V kadencji (1961–1972).

## Życiorys
Urodziła się w Jaćmierzu jako córka Aleksandra w rodzinie małorolnej. Miała siedmioro rodzeństwa. W rodzinnej wsi ukończyła szkołę powszechną, a następnie uczyła się w Prywatnym Żeńskim Seminarium Nauczycielskim w pobliskim Sanoku. Podczas kształcenia utrzymywała się z udzielania korepetycji. Następnie pracowała jako nauczycielka w szkołach na Rzeszowszczyźnie. Wyszła za mąż, urodziła córkę. W 1939 została nauczycielką w jednoklasowej szkole w Rogoźnicy. Pozostała tam po wybuchu II wojny światowej w 1939, w okresie okupacji niemieckiej. Wraz z mężem, który przez pewien czas, jako oficer Wojska Polskiego po wojnie obronnej trafił do niewoli niemieckiej i przebywał w oflagu, byli inicjatorami budowy nowego obiektu szkolnego, wzniesionego w dwa lata jako pierwszy tego typu budynek w tym czasie w regionie. Od 1947 pracowała w szkole podstawowej w Rzeszowie, była pełniącą obowiązki kierownika Szkoły Ćwiczeń, sprawowała stanowiska kierownicze w Wydziale Oświaty prezydium Miejskiej Rady Narodowej w Rzeszowie (jako pierwsza kobieta w województwie rzeszowskim). Od 8 marca 1953 przez dwie kadencje pełniła posadę przewodniczącej Zarządu Okręgu Związku Nauczycielstwa Polskiego. Od 1954 do 1959 odbyła studia na Wydziale Historycznym Uniwersytetu Warszawskiego, uzyskując tytuł magistra historii. Od 1 kwietnia 1960 była dyrektorką Okręgowego Ośrodka Metodycznego w Rzeszowie.
Była wybierana na posła na Sejm PRL III, IV i V w okręgu Rzeszów z ramienia Polskiej Zjednoczonej Partii Robotniczej. Zasiadała w komisjach sejmowych: Wymiaru Sprawiedliwości oraz Oświaty i Nauki. Działała w zarządzie wojewódzkim Ligi Kobiet Polskich, Wojewódzkiej Radzie Kobiet, Wojewódzkim Komitecie Frontu Jedności Narodu oraz Towarzystwie Przyjaciół Dzieci. Uczyniła starania celem uzyskania kredytów na budowę nowego budynku szkoły w rodzinnym Jaćmierzu, otwartej w 1971. Po 1972 przeszła na emeryturę.

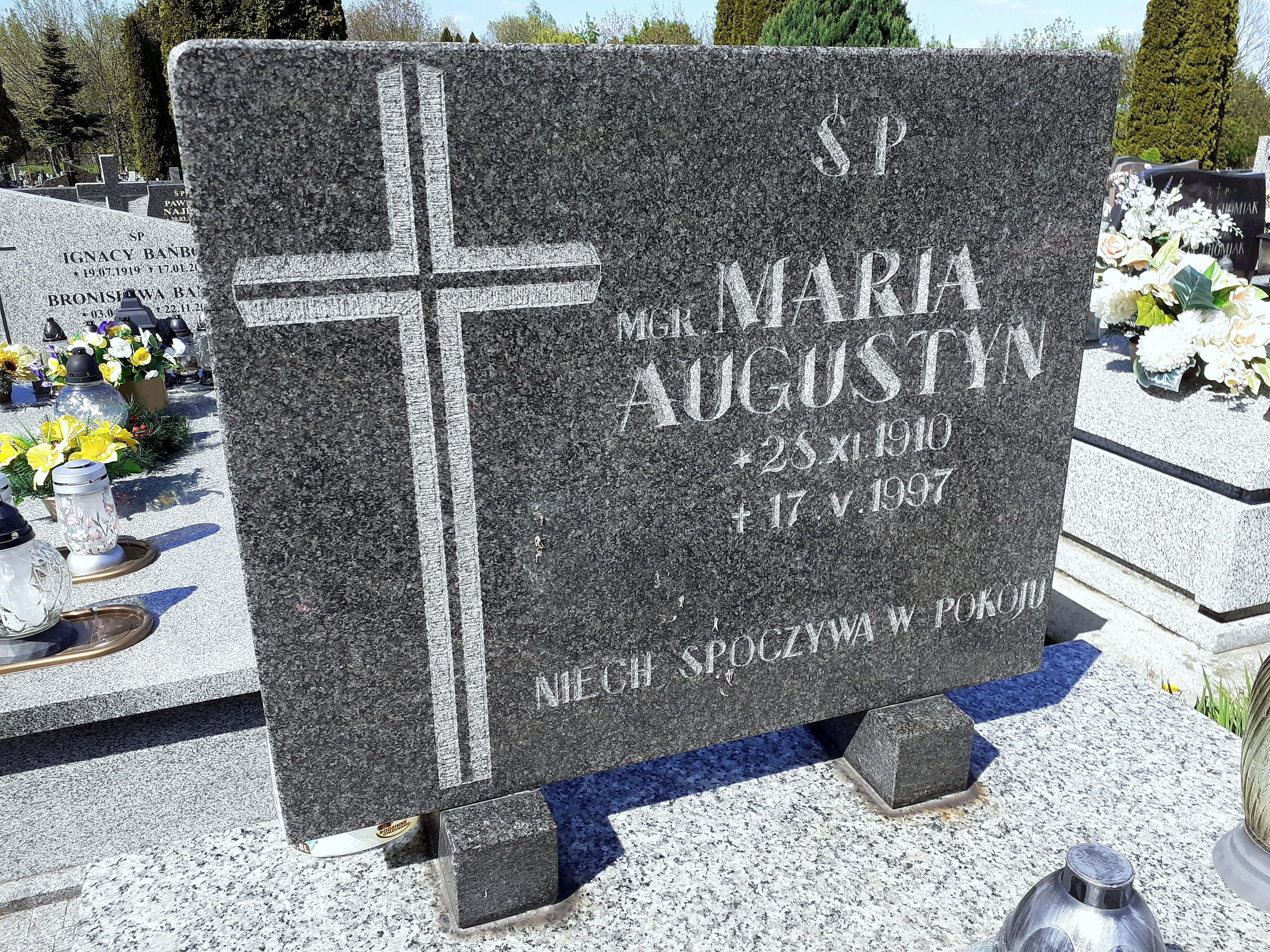
Nagrobek Marii Augustyn

Została pochowana na cmentarzu Wilkowyja w Rzeszowie.

## Odznaczenia
- Krzyż Oficerski Orderu Odrodzenia Polski
- Srebrny Krzyż Zasługi (1955)[3]
- Medal 10-lecia Polski Ludowej (1954)[4]
- Odznaka 1000-lecia Państwa Polskiego
- Wpis do „Księgi zasłużonych dla województwa rzeszowskiego” (1979)[5]